# 普赖斯大厦
普赖斯大厦（法語：Édifice Price）是加拿大魁北克省魁北克市市中心一座高18层的摩天大厦，由普赖斯家族建于1928-1931年。这是魁北克老城的最高建筑，以及加拿大最古老的摩天大厦之一。
普赖斯大厦靠近魁北克市政厅，最初高16层，设计者为蒙特利尔的Ross and Macdonald建筑师事务所。整栋建筑体现了装饰风艺术风格。
普赖斯家族在大萧条中失去了對該大廈的控制权。在1950-1960年代，該大廈內部进行了修复。1983年，魁北克市当局获得产权。

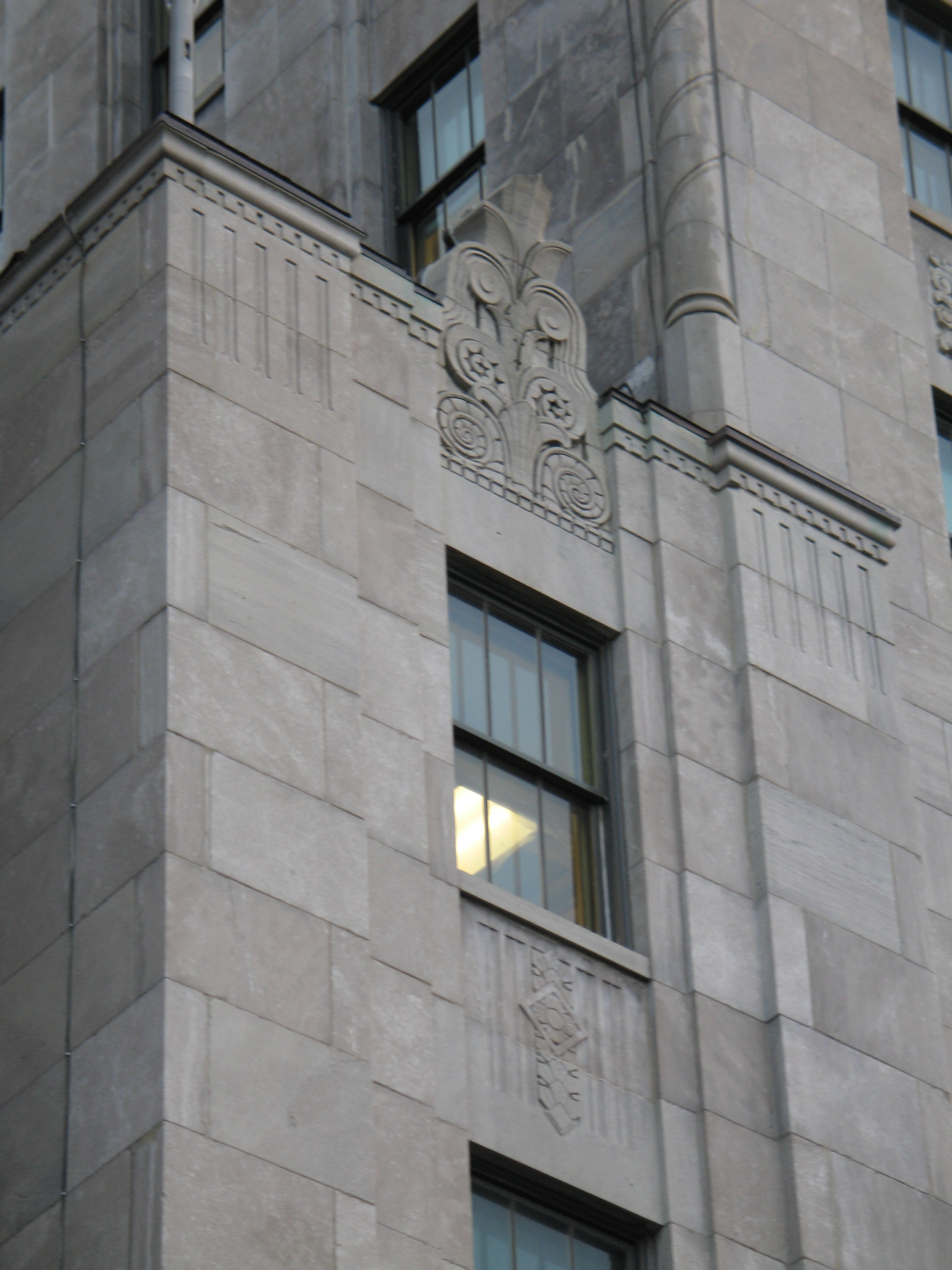
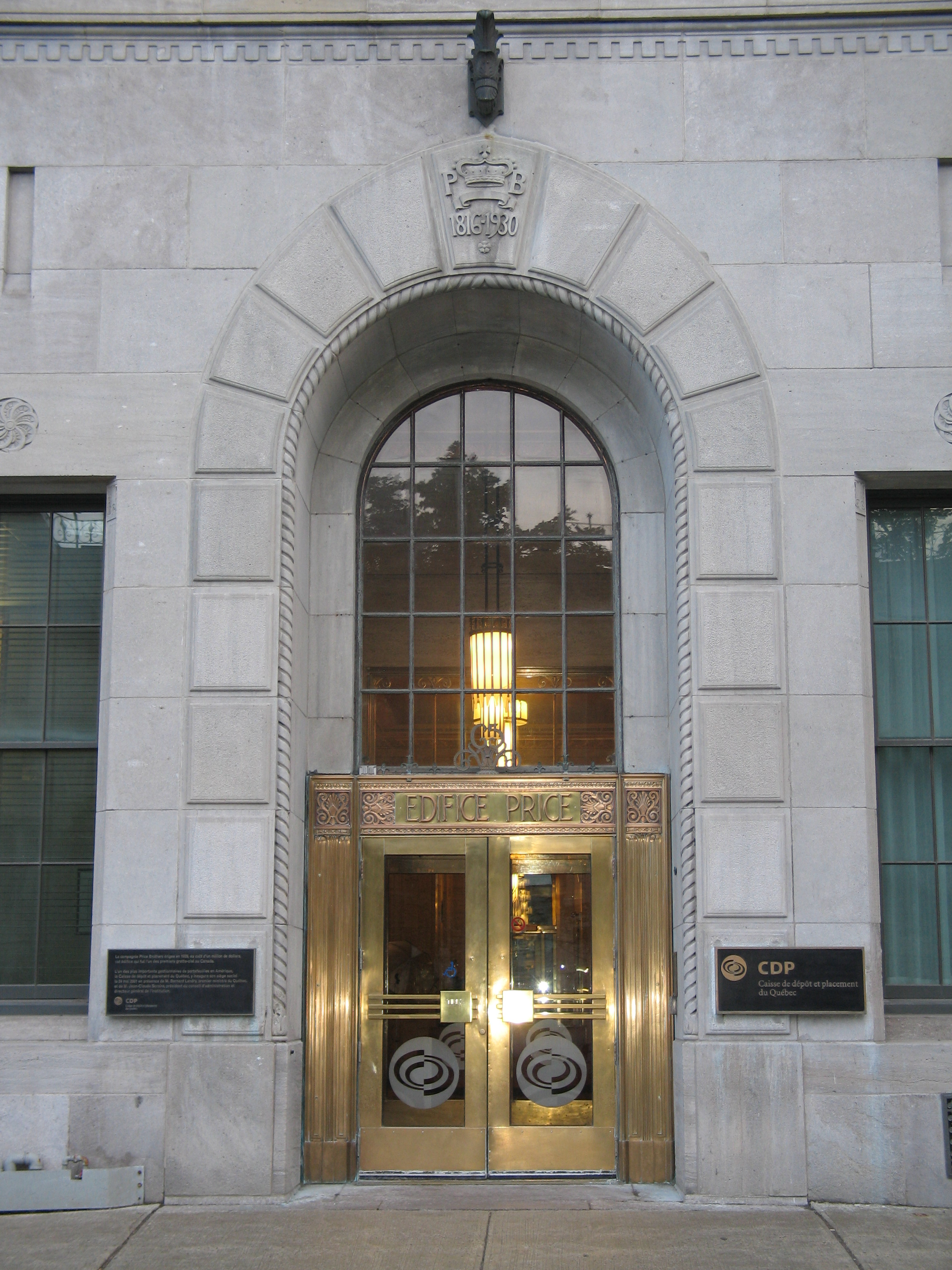
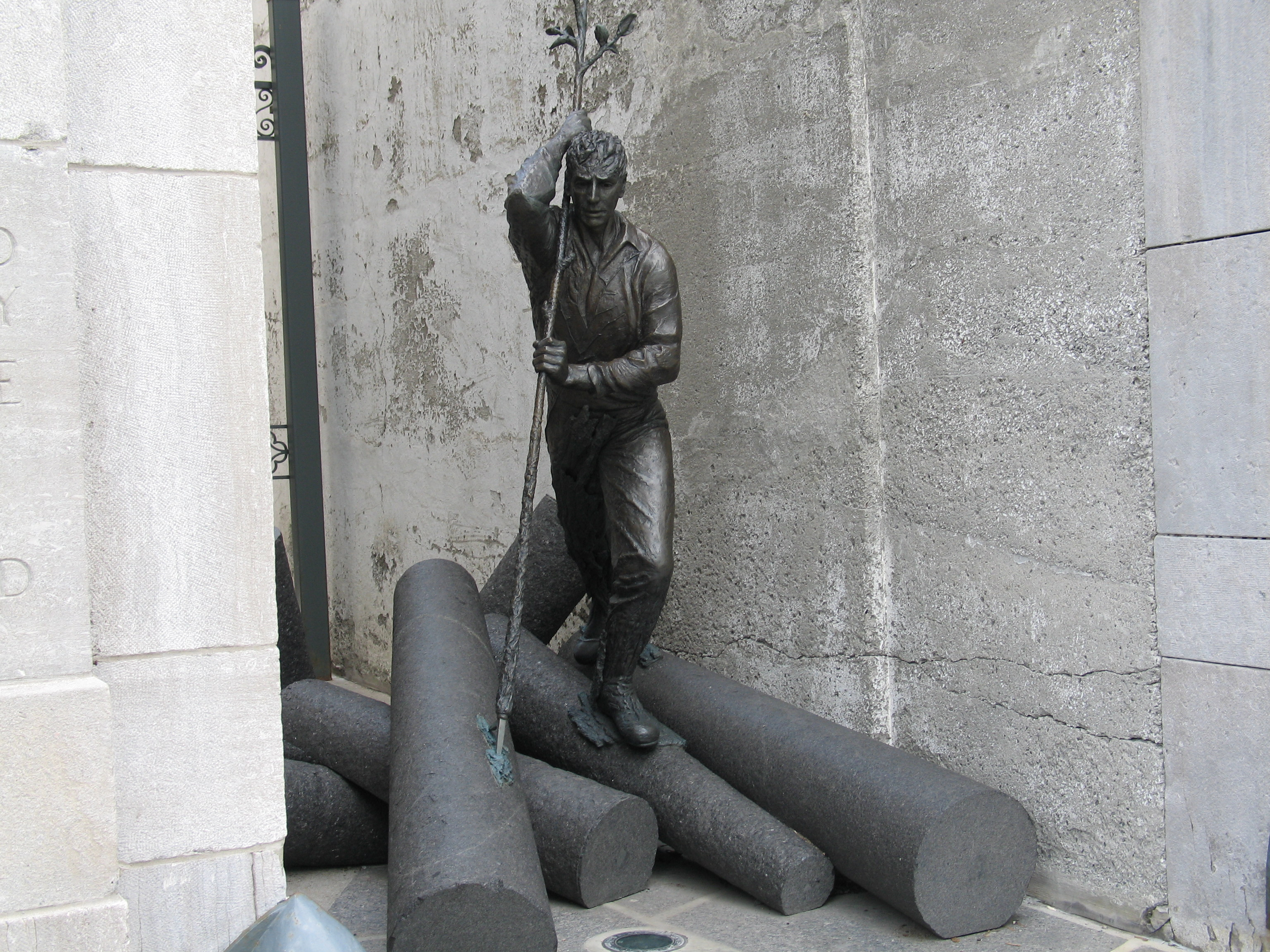
河人